# Elephantomyia (Elephantomyia) pringlei
Elephantomyia (Elephantomyia) pringlei is een tweevleugelige uit de familie steltmuggen (Limoniidae). De soort komt voor in het Afrotropisch gebied.